# Plebejus antialboradiosa
Plebejus antialboradiosa är en fjärilsart som beskrevs av Leeds 1941. Plebejus antialboradiosa ingår i släktet Plebejus och familjen juvelvingar. Inga underarter finns listade i Catalogue of Life.